# Charles de Souancé
Charles de Souancé (1823 – 1896) è stato un ornitologo e commissario di marina francese.
Intraprese molti studi sulla collezione ornitologica di suo zio, François Victor Masséna. Insieme descrissero per la prima volta varie specie di Psittacidi.